# Křížová cesta (Dubá)
Zaniklá Křížová cesta v Dubé na Českolipsku se nacházela přibližně 2 kilometry severně od centra města, v lese ve skalách v Kopřivovém dole, poblíž odbočky ze Studeného dolu.

## Historie
Křížová cesta vedla ze Studeného dolu Kopřivovým dolem k Božímu hrobu, kterým byl výklenek vytesaný v pískovcové skále s uloženou sochou Krista v životní velikosti. Plastika byla vytesána do skalní plotny a jsou na ní a na stěnách výklenku patrné stopy po polychromii.
Na začátku Kopřivového dolu se nachází několik vytesaných výklenků. V jednom z nich je lavice s křížem a pravděpodobně se jedná o pozůstatek poustevny, která zde vznikla za hraběte Sweerts-Šporka po roce 1723. Napravo od výklenků vede strmě nahoru k Božímu hrobu pěšina se zachovalými schody. V poutním místě po cestě jsou zachována skalní okna pro obrázky a malá výklenková skalní kaplička.